# 导航电文
導航電文（英語：Navigation Messages）是GPS等导航卫星向用户播发的二进制代码，用以传递卫星的轨道、卫星和卫星钟的状态等信息。每個衛星從地面天線接收導航資訊後，該導航數據會以導航電文的信號格式發送回給用戶端。導航電文提供所有可讓用戶端執行定位服務的必要數據，包括用以計算衛星坐標所需的星曆表參數、時間參數和時鐘校正，以計算衛星時鐘的誤差和做時間轉換。此外還有附帶衛星健康資訊的服務參數（用於識別導航數據集）、電離層單頻接收機和年曆所需的參數模型，以計算出“軌道上所有衛星”的位置，有時精度會降低（約1-s km的1-sigma誤差）以獲取接收器發出的信號。星曆和時鐘的參數通常每兩小時更新一次，年曆則至少每六天更新一次。
信號格式除了被定義為“傳統”的L1 C/A之外，近代還新增了四個新格式：L2-CNAV、CNAV-2、L5-CNAV和MNAV。 “傳統”格式和近代GPS格式的前三個是民用格式，主要供民間人士使用；而MNAV則是專供軍事用途的軍用格式。在現代的GPS系統中，傳輸與傳統導航電文（NAV）相同類型的內容，但是擁有更高的傳輸速率、穩定性和修正性。
L2-CNAV、L5-CNAV和MNAV格式具有類似的結構和現代化的數據格式。該格式擁有更大的靈活性、更好的控制性和改進性。而MNAV還對包括軍事信息安全性和穩健性等方面做了強化。 此外，CNAV-2被調配到L1CD上，與“傳統”導航消息共享相同的頻寬上。